# Big Brother Awards
Os Big Brother Awards (Português: Prêmios do Grande Irmão) são entregues anualmente pela organização não-governamental Privacy International e reconhecem "as organizações governamentais e privadas que estão fazendo o máximo para colocar em risco as privacidades pessoais". Ou seja, visa premiar àqueles que mais se destacaram na violação da privacidade alheia. O nome dos prêmios foi tirado do personagem do Grande Irmão do livro Mil Novecentos e Oitenta e Quatro de George Orwell. No livro, todos os outros personagens estão submetidos à vigilância constante do Grande Irmão, o ditador de um regime ultra-autoritário.

## Versões
Os seguintes países possuem suas versões do Big Brother Awards:
- Alemanha
- Austrália
- Áustria
- Bélgica
- Bulgária
- Dinamarca
- Espanha
- Estados Unidos
- Finlândia
- França
- Hungria
- Itália
- Japão
- Nova Zelândia
- Países Baixos
- Reino Unido
- Chéquia
- Suíça

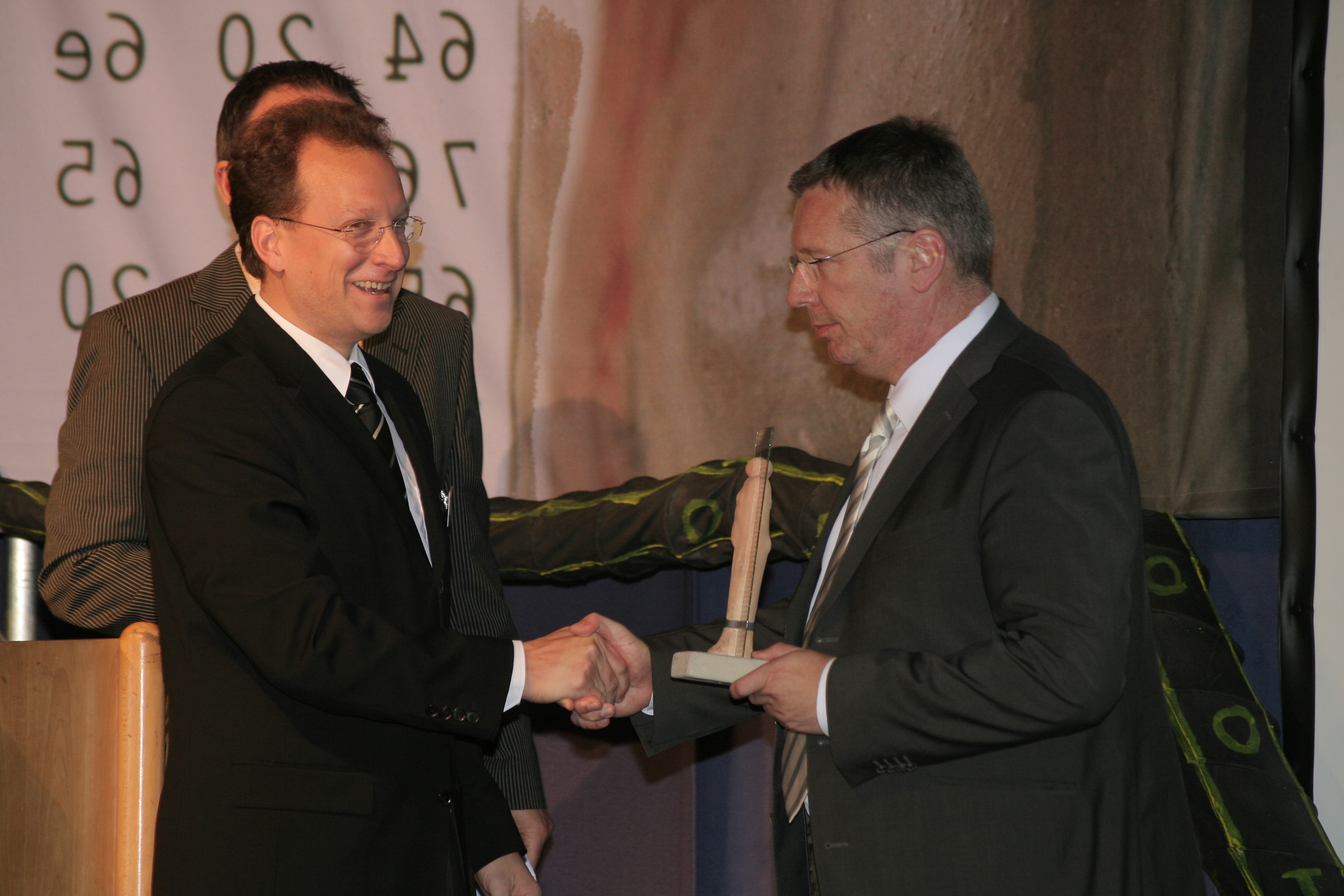
Big Brother Award 2008 (Germany)
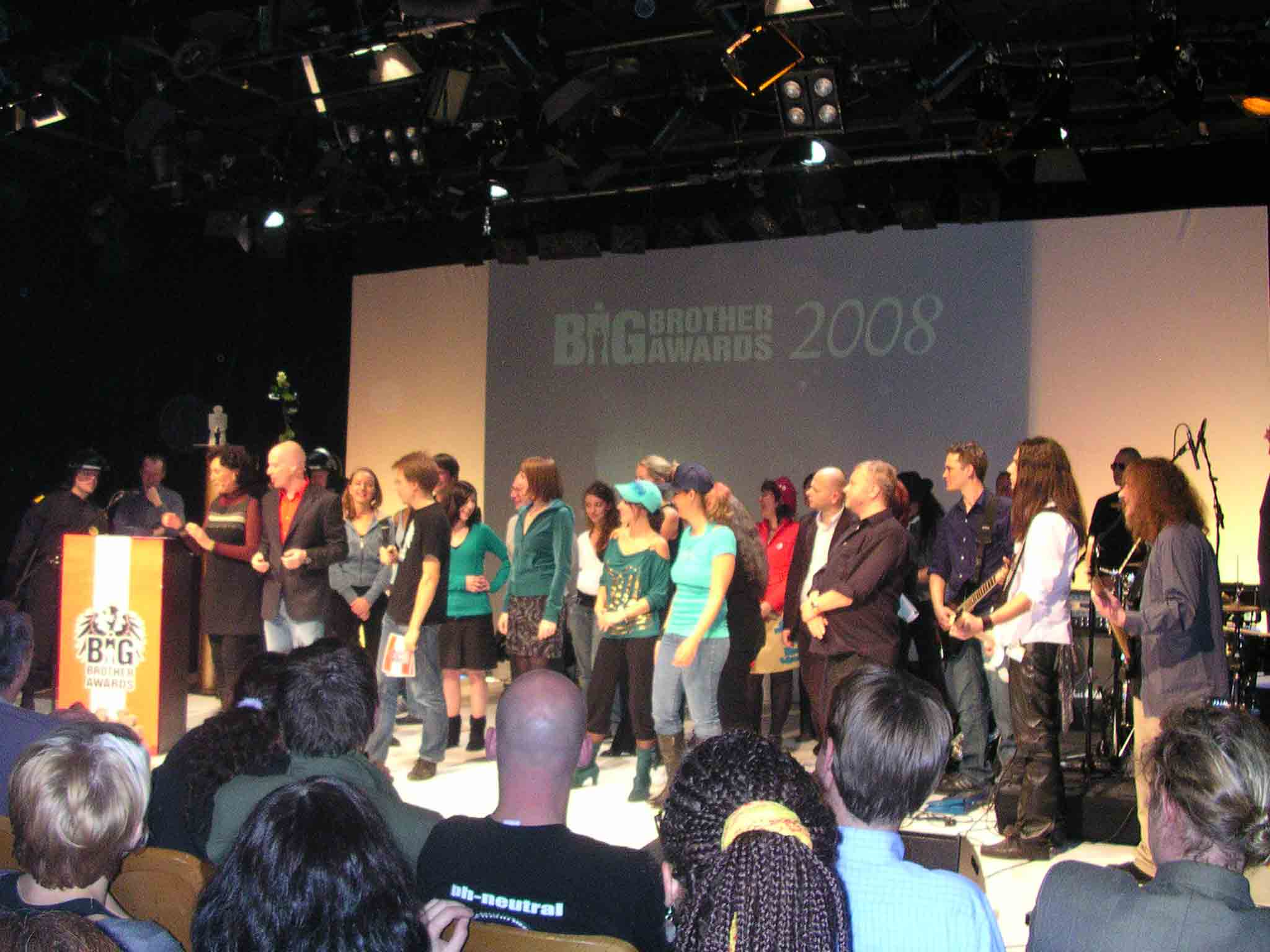
Big Brother Awards 2008 (Austria)
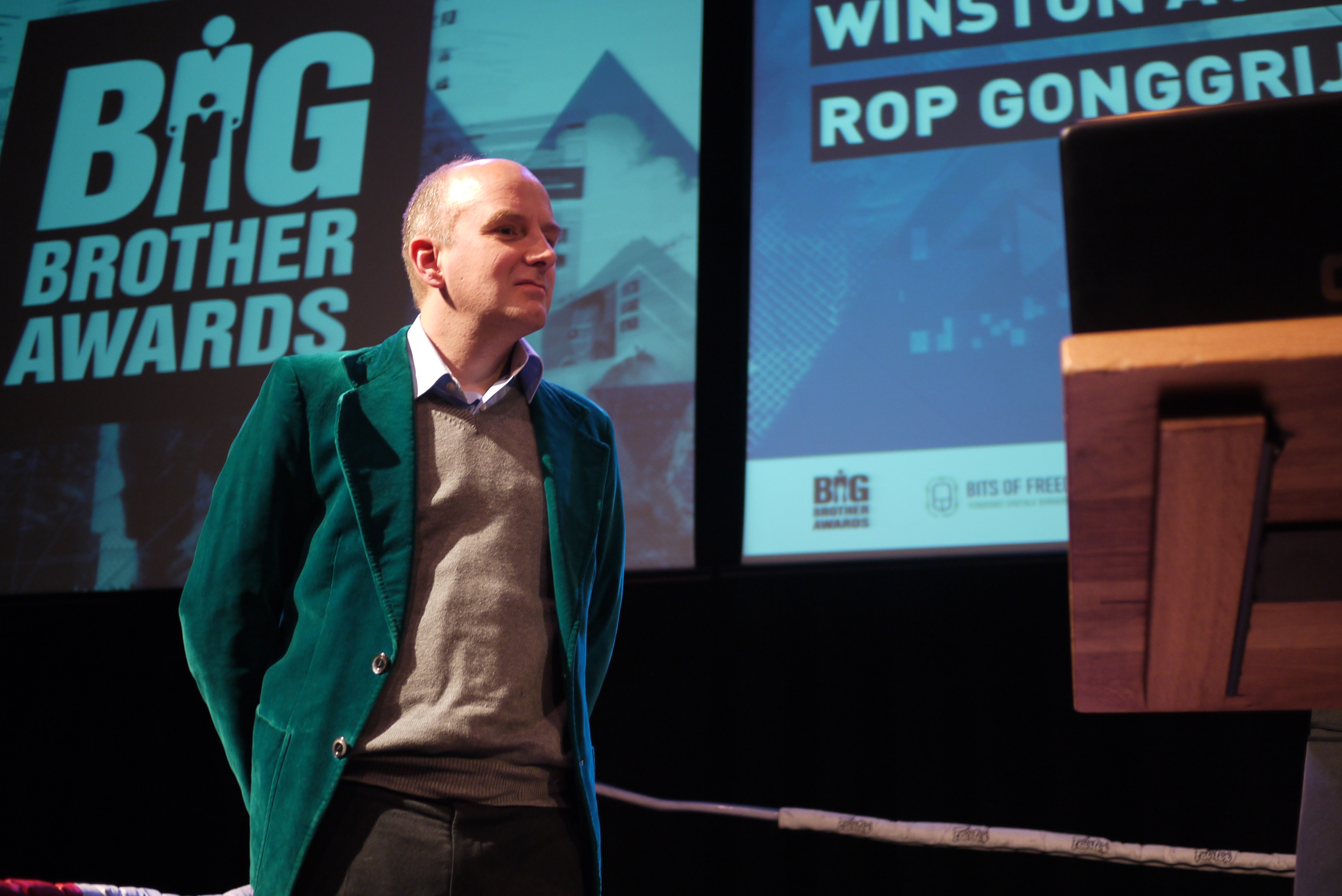
Big Brother Awards 2010 (Netherlands)
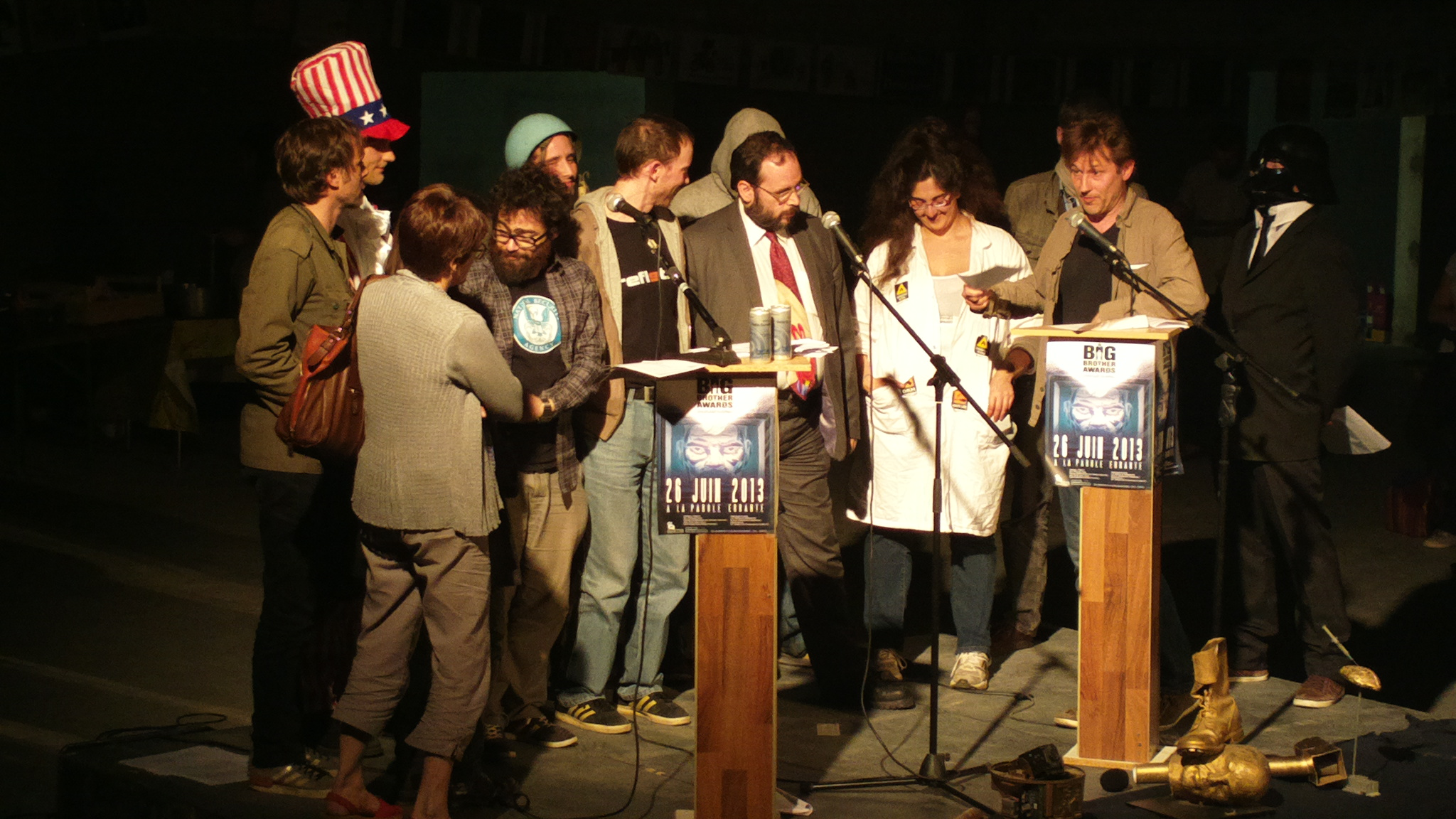
Big Brother Awards 2013 (France)